# قانون ممنوعیت بازداشت انتقال‌دهندگان مصدومین به مراکز درمانی
قانون ممنوعیت بازداشت کسانی که مصدومین را به مراکز درمانی منتقل می‌نمایند قانونی در ایران است که بر پایه آن نگاهداری و بازداشت کسانی که مصدومین را به مراکز درمانی یا نیروی انتظامی جمهوری اسلامی ایران وغیره منتقل می‌نمایند توسط مراجع مذکور ممنوع است مگر اینکه خود فرد یا مصدوم یا افراد دیگری او را مقصر قلمداد نمایند یا دلایل و قرائن‌دیگری دلالت بر انتساب اتهام به وی نماید.

## فرایند تصویب
این قانون فوق بر ماده واحده در جلسه علنی ۳ اردیبهشت ۱۳۸۰ مجلس شورای اسلامی تصویب و در تاریخ ۱۲ اردیبهشت ۱۳۸۰ به تأیید شورای نگهبان رسیده‌است.